# Планета мавп (фільм, 2001)
«Планета мавп» (англ. Planet of the Apes) — американський фантастичний бойовик режисера Тіма Бертона, що вийшов 2001 року. У головних ролях Марк Волберг, Тім Рот, Гелена Бонем Картер. Стрічку створено на основі однойменного роману П'єра Буля.
Розробка рімейку «Планета мавп» розпочалася в 1988 році сценаристом Адамом Ріфкіним. Його проєкт ледь не досяг етапу препродакшену, перш ніж його скасували. Сценарій Террі Хейса під назвою «Повернення мавп» передбачав участь Арнольда Шварценеггера під керівництвом Філіпа Нойса. Олівер Стоун, Дон Мерфі та Джейн Хемшер повинні були продюсувати фільм. Але між Хейсом і фінансистом/дистриб'ютором компанією 20 Century Fox виникли творчі розбіжності. Пізніше з таким же результатом до проєкту долучалися Кріс Коламбус, Сем Хемм, Джеймс Кемерон, Пітер Джексон та брати Г'юз.
Зі сценарієм Вільяма Бройлза-молодшого Тім Бертон взявся режисувати проєкт. Пізніше Лоуренс Коннер і Марк Розенталь переписали сценарій; знімання відбувалося з листопада 2000 по квітень 2001 року. Він отримав неоднозначні відгуки. Продюсерами стали Річард Д. Занук і Ральф Вінтер. Вперше фільм продемонстрували 26 липня 2001 року у Гонконзі. В Україні фільм у кінопрокаті не демонструвався.
Попри фінансовий успіх, 20th Century Fox вирішила не створювати продовження, проте пізніше перезавантажила франшизу в 2011 році фантастичним бойовиком «Повстання планети мавп».

## Сюжет
У 2029 році на космічній станції «Оберон» випробовують пілотування космічних апаратів мавпами. Керівник проєктної групи капітан Лео Девідсон працює з шимпанзе на ім'я Перікл. Неподалік від станції виявляють електромагнітну аномалію і відправляють туди модуль, пілотований Періклом. Девідсон, переконаний, що мавпа не впорається, порушує наказ і вирушає слідом. Аномалія переносить його до невідомої планети, де модуль Девідсона падає в озеро.
Оглядаючи місцевість, Лео опиняється в натовпі дикунів, яких переслідує загін мавп у обладунках. Девідсона разом з іншими людьми кидають у клітку. Орангутан-работорговець Лімбо ставиться до людей, як до тварин. Але зовнішність і поведінка Лео привертають увагу шимпанзе Арі, дочки сенатора Сандера. Арі, на відміну від більшості мавп, вважає, що люди наділені розумом. Вона купує Лео та Дейну Вайлд і приводить їх до себе додому.
Лео планує розшукати свій модуль і взяти звідти зброю для самозахисту. Коли він тікає, до нього приєднується Лімбо, людина-слуга Тівалл, сама Арі та її слуга Крулл, який хоче помститися своєму другові, воєначальнику Тейду за узурпацію влади. Тейд разом із помічником Аттаром починає переслідування втікачів.
Під час втечі вбивають батька Дейни — Карубі. Втікачі досягають озера, де Арі розповідає, що їм буде безпечніше в забороненій землі під назвою Каліма. За легендами, там криється таємниця походження мавп, і там Всевишній вдихнув душу в першу мавпу — святого Сімоса. Лео виявляє в Калімі розбиту станцію «Оберон», де розшукує записи про те, як екіпаж вирішив полетіти в аномалію, коли Лео не повернувся звідти сам. Коли станція здійснила аварійну посадку на планеті, мавпи під керівництвом шимпанзе Сімоса втекли та почали вбивати людей.
Лео постає пророком в очах людей і надихає їх на повстання. Армія людей кидає виклик військам генерала Тейда, що прибули навздогін. Починається жорстокий бій, де гинуть безліч людей та мавп. Крулла вбивають у сутичці з Аттаром. У розпал бою з неба спускається посадковий модуль, звідки виходить шимпанзе Перікл. Усі мавпи, окрім Тейда, вважають його самим Сімосом, тому припиняють бій. Тейд намагається вбити Перікла й Лео, але його замикають у одному з відсіків «Оберона».
Побачивши дружбу Лео з Періклом, мавпи та люди миряться. Аттар наказує поховати загиблих, не вказуючи де люди, а де мавпи. Девідсон, поцілувавши на прощання Дейну та Арі, користується модулем Перікла, щоб полетіти назад крізь аномалію.
Модуль переноситься на Землю, де Лео падає поблизу будівлі Конгресу США у Вашингтоні. Він підходить до статуї Авраама Лінкольна та помічає, що в неї обличчя мавпи — генерала Тейда. До місця падіння прибувають мавпи-поліцейські, оточуючи спантеличеного Лео.

## У ролях

### Люди
| Актор             | Персонаж                                 | Роль                                    |
| ----------------- | ---------------------------------------- | --------------------------------------- |
| Марк Волберг      | Лео Девідсон (англ. Leo Davidson)        | астронавт, капітан ВПС США              |
| Естелла Воррен    | Дейна (англ. Daena)                      | дівчина, яка була у полоні разом із Лео |
| Кріс Крістоферсон | Карубі (англ. Karubi)                    | батько Дейни                            |
| Кріс Елліс        | Карл Васіч (англ. Karl Vasich)           | командир космічної станції «Оберон»     |
| Енн Ремсі         | Грейс Александер (англ. Grace Alexander) | астронавт, молодший капітан             |
| Ліза Мері         | Нова (англ. Nova)                        |                                         |

### Мавпи
| Актор               | Персонаж              | Роль                                                               |
| ------------------- | --------------------- | ------------------------------------------------------------------ |
| Тім Рот             | Тейд (англ. Thade)    | шимпанзе, генерал і військовий головнокомандувач збройних сил мавп |
| Гелена Бонем Картер | Арі (англ. Ari)       | шимпанзе, що бореться за права людей                               |
| Майкл Кларк Дункан  | Аттар (англ. Attar)   | горила, полковник і права рука Тейда                               |
| Кері-Хіроюкі Тагава | Крулл (англ. Krull)   | горилла, колишній військовий генерал                               |
| Пол Джаматті        | Лімбо (англ. Limbo)   | орангутан, работогровець людьми                                    |
| Девід Ворнер        | Сандар (англ. Sandar) | шимпанзе-альбінос, батько Арі                                      |
| Чарлтон Гестон      | Заюс (англ. Zaius)    | шимпанзе, батько Тейда                                             |

## Виробництво
Для того, щоб знятися у цьому фільмі, Тім Рот відхилив роль професора Северуса Снейпа у х/ф Гаррі Поттер і філософський камінь (2001).
Чарлтон Гестон і Лінда Гаррісон — єдині актори, які з'являються в цьому фільмі, як і в Планета мавп (1968).
Майкл Кларк Дункан отримав вивих під час зйомок, і був змушений звернутися до лікарів в його повному макіяжі горили.
Одна з речей, яку любив робити Рік Бейкер, це надягати костюм мавпи і лякати людей в автокінотеатрі під час показу оригінального фільму Планета мавп (1968).
Саме після цього фільму режисер Тім Бертон і виконавиця головної ролі Хелена Бонем Картер почали пов'язувати романтичні стосунки. Замість того, щоб їхати з нею в будинок у Лондоні, Бертон купив два будинки по сусідству, де пара живе дотепер (2010).
Саме Тім Бертон наполіг, що цей фільм був не скільки рімейком, а переродженням оригінальної ідеї з Планета мавп (1968); він використовує ідею планети, населеної мавпами, з першоджерела матеріалу, але в кінцевому рахунку сюжет оповідає зовсім іншу історію.
Режисера Тіма Бертона часто цитують, що він боїться мавп. Тому змінив персонаж Тейда з білої горили на шимпанзе з цієї причини. [джерело?]

## Сприйняття

### Критика
Фільм отримав негативно-змішані відгуки: Rotten Tomatoes дав оцінку 45 % на основі 156 відгуків від критиків (середня оцінка 5,5/10) і 36 % від глядачів із середньою оцінкою 2,7/5 (339,303 голоси), Internet Movie Database — 5,6/10 (124 856 голосів), Metacritic — 50/100 (34 відгуки критиків) і 5,3/10 від глядачів (133 голоси).

### Касові збори
Під час показу у США, що почався 27 липня 2001 року, протягом першого тижня фільм показали у 3,500 кінотеатрах і він зібрав $68,532,960, що на той час дозволило йому зайняти 1 місце серед усіх прем'єр. Показ протривав 175 днів (25 тижнів) і закінчився 17 січня 2002 року, зібравши у прокаті у США $180,011,740, а у світі — $182,200,000, тобто $362,211,740 загалом при бюджеті $100 млн.

### Нагороди і номінації[9]
| Рік  | Нагорода                            | Категорія                 | Номінант                           | Результат |
| ---- | ----------------------------------- | ------------------------- | ---------------------------------- | --------- |
| 2002 | Премія БАФТА у кіно                 | Найкращий дизайн костюмів | Коллін Етвуд                       | Номінація |
| 2002 | Премія БАФТА у кіно                 | Найкращий грим            | Рік Бейкер, Тоні Джі, Казухіро Цуї | Номінація |
| 2002 | Phoenix Film Critics Society Awards | Найкращий макіяж          | Рік Бейкер, Джон Блейк             | Перемога  |
| 2002 | Phoenix Film Critics Society Awards | Найкращий дизайн костюмів | Коллін Етвуд                       | Номінація |